# Haukur Sigurðsson (narciarz alpejski)
Haukur Sigurðsson (ur. 28 czerwca 1930 w Ólafsfjörður, zm. 16 listopada 2006 w Skien) – islandzki narciarz alpejski, uczestnik Zimowych Igrzysk Olimpijskich 1952 w Oslo.
Jego najlepszym wynikiem na zimowych igrzyskach olimpijskich jest 49. miejsce osiągnięte w Oslo w 1952 roku w zjeździe.

## Osiągnięcia

### Zimowe igrzyska olimpijskie
| Igrzyska  | Konkurencja | Czas   | Wynik | Zwycięzca        |
| --------- | ----------- | ------ | ----- | ---------------- |
| Oslo 1952 | Zjazd       | 3:06.0 | 49.   | Zeno Colò        |
| Oslo 1952 | Gigant      | 2:57.0 | 51.   | Stein Eriksen    |
| Oslo 1952 | Slalom      | –      | DNF   | Othmar Schneider |